# ويليم بايز
ويليم بايز هو دبلوماسي ومحامي وسياسي هولندي، ولد في 27 مايو 1661 في أمستردام في مملكة هولندا، وتوفي في 18 فبراير 1749. انتخب director of the Sociëteit van Suriname ‏.